# Tsuchiya Masatsugu
Tsuchiya Masatsugu (土屋昌次?; 1544 – 9 luglio 1575) è stato un samurai e generale giapponese del periodo Sengoku. È anche conosciuto come uno dei ventiquattro generali di Takeda Shingen..

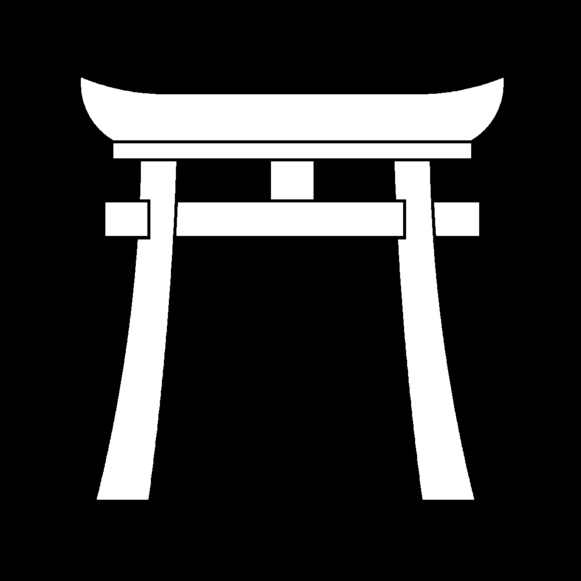
Emblema (mon) di Tsuchiya Masatsugu

Combatté numerose battaglie con Takeda Shingen, in particolare nella quarta battaglia di Kawanakajima. Quando Shingen morì nel 1573 contemplò il suicidio ma fu convinto da Kōsaka Masanobu di restare al servizio di Takeda Katsuyori. Fu ucciso nella battaglia di Nagashino. I suoi tre figli sostennero Takeda Katsuyori fino alla fine e morirono nella battaglia di Tenmokuzan.